# Kombinierte Immundefizienz des Araberfohlens
Die Kombinierte Immundefizienz (englisch Severe Combined Immunodeficiency, SCID) ist eine erblich bedingte, tödlich verlaufende Immunschwäche-Erkrankung bei Araberpferden. 
Bei SCID liegt ein Defekt im Gen für die DNA-abhängige Proteinkinase vor. Der Gendefekt wird autosomal rezessiv vererbt. Bei der Erkrankung fehlen sowohl die globulinproduzierenden B-Lymphozyten, wodurch eine Agammaglobulinämie entsteht, als auch die für die zelluläre Abwehr verantwortlichen T-Lymphozyten. Durch die dadurch bedingte Abwehrschwäche häufen sich ab einem Alter von etwa 10 Tagen verschiedene Erkrankungen, insbesondere Lungenentzündungen und Durchfall. Meist sterben die Tiere dann im Alter von etwa fünf Monaten an Bagatellinfektionen.